# E116 (trasa europejska)
E116 – byłe oznaczenie drogi międzynarodowej w Europie, funkcjonującej w latach 1968–1983 i przebiegającej na obszarze Wielkiej Brytanii (Anglia).
Według oficjalnych dokumentów droga E116 miała ustalony przebieg Birmingham – Bristol – Exeter – Plymouth. Łączyła się z trasami E33 i E105.
Oznaczenie to obowiązywało do początku lat 80., kiedy wprowadzono nowy system numeracji tras europejskich. Od tamtej pory numer E116 pozostaje nieużywany.

## Historyczny przebieg E116
Lista dróg opracowana na podstawie materiału źródłowego
| Wielka Brytania · ( Anglia) | - autostrada M5: Birmingham – Worcester – Cheltenham – Gloucester – Bristol – Taunton – Exeter - droga nr 38: Exeter – Plymouth |